# Kajenengan
Kajenengan is een bestuurslaag in het regentschap Tegal van de provincie Midden-Java, Indonesië. Kajenengan telt 3642 inwoners (volkstelling 2010).